# Ellie Highwood
Ellie Highwood es una climatóloga inglesa, y profesora de física de la atmósfera en la Universidad de Reading y fue directora de aquel departamento de 2012 hasta 2015. Anteriormente miembro del Consejo RMetS y del Comité de Educación. El 1 de octubre de 2016 fue la 81.ª Presidenta de la Sociedad Meteorológica Real (RMetS).
Estudió física en la Universidad de Mánchester y estudió para un PhD en la Universidad de Reading. Su foco de investigaciones son el particulado atmosférico en clima, particularmente el impacto de los aerosoles en conjeturas de cambio climático y simulaciones con modelos del clima.
En 2015, también asumió el papel de Decano para la Diversidad y la Inclusión en la Universidad de Reading, que es una cuota de trabajo con el profesor Simon Chandler-Wilde.
Su trabajo ha sido discutido en publicaciones notables, como The Independent y la BBC Ella ha argumentado que enfriar el planeta artificialmente "inyectando pequeñas partículas reflectantes a la atmósfera" (como propuso Paul Crutzen, por ejemplo) podría "causar sequías y caos climático" en los países pobres, aunque también afirmando que sería "prudente" explorar alternativas que puedan ayudar en las próximas décadas".